# Aracy de Carvalho
Aracy Moebius de Carvalho Guimarães Rosa (* 5. Dezember 1908 in Rio Negro, Paraná; † 3. März 2011 in São Paulo) war eine Brasilianerin, die als Ortskraft am Konsulat ihres Landes in Hamburg arbeitete und als „Gerechte unter den Völkern“ geehrt wurde.

## Leben
Aracy de Carvalho, Tochter einer Deutschen und eines Portugiesen, war eine mehrsprachige Brasilianerin aus São Paulo. 1934 kam sie nach der Trennung von ihrem deutschen Ehemann als alleinerziehende Mutter mit ihrem fünfjährigen Sohn Eduardo nach Hamburg, wo noch eine Tante von ihr lebte. Bereits zuvor hatte sie mit ihrer Mutter Deutschland bereist. Im Jahr 1936 fand sie als örtlich Beschäftigte Anstellung im brasilianischen Konsulat in Hamburg, wo sie zur Leiterin der Pass- und Visastelle aufstieg. Während der Novemberpogrome begann sie erstmals aktiv, Juden in Deutschland zu helfen, indem sie entgegen der Vorschriften des brasilianischen Staatspräsidenten Getúlio Vargas und des Konsuls Joaquim António de Sousa Ribeiro Visa vergab. Dabei verstieß Carvalho gegen die Anweisung ihrer Vorgesetzten, die jeweiligen Pässe mit einem roten J, dem Erkennungssymbol für Juden, zu markieren. Durch Untergrundkontakte schaffte sie es zudem, die Pässe auch außerhalb des Konsulats zu vergeben.
1938 lernte sie im Konsulat den Diplomaten, Arzt und Schriftsteller João Guimarães Rosa kennen, der sie bei ihren Aktivitäten im Untergrund unterstützte. Beide heirateten später. De Carvalho blieb bis zum Abbruch der deutsch-brasilianischen Beziehungen 1942 in Hamburg.
Für ihren Einsatz zur Rettung von Juden wurde de Carvalho am 8. Juli 1982 als Gerechte unter den Völkern geehrt. Die genaue Anzahl der geretteten Menschen ist unklar und wird zwischen 80 und mehreren hundert geschätzt. Zudem gehört sie auch zu den Geehrten des United States Holocaust Memorial Museum in Washington, D.C.

## Film
- Gabriele Rose (Regie): Dokumentarfilm mit Spielszenen Aracy: Der Engel von Hamburg, 92 Minuten, Deutschland, 2022, ausgestrahlt bei Arte, 3sat mit Cristina do Rego als Aracy in Hamburg[5][6]